# 罗马 (杂志)
罗马（阿拉伯语：‎，羅馬化：Rome）是伊斯兰国用于宣传和招募的在线杂志。该网站于2016年9月首次出版，并以几种语言发行，包括英语、法语、德语、俄语、印尼语和维吾尔语。
该杂志2016年中发行时取代了《达比克》、《伊斯兰之家》和其他杂志。分析人士认为，名称的改变，部分原因是由于2016年10月土耳其领导的对达比克镇的军事进攻，致使伊斯兰国即将失去对其控制。
名称Rumiyah（罗马）是引用了聖訓，穆罕默德说，穆斯林会依次征服君士坦丁堡和罗马。
就像达比克一样，每期开始都以引用阿布·艾尤卜·穆哈吉尔的话作为开场：“奥穆瓦哈丁，欢呼吧，因为真主阿拉，我们不会从圣战中休息，除非在Rumiyah（罗马）的橄榄树下。”
第一期发行于伊斯兰国发言人阿布·穆罕默德·阿德纳尼死后。2016年10月，伊斯兰国发布了第二期的杂志，其中包括对非穆斯林的攻击，包括详细描述如何对一小群人进行持刀攻击。
2016年10月，《罗马》建议追随者进行刺杀攻击，并认为穆斯林历史上的圣战者们以安拉的名义“将那些卡菲勒用刀剑切割四肢，刺穿他们的身体。”该杂志告诉读者，刀具容易获取和藏匿，并且穆斯林制造好的致命武器，可能会被怀疑。

## 出版
| 出版 | 日期 (希吉拉)        | 日期 (格列高利) | 页码 | 出版频率 |
| ---- | -------------------- | --------------- | ---- | -------- |
| 1    | 都爾黑哲月 1437      | 2016年9月5日    | 38   |          |
| 2    | 穆哈兰姆月 1438      | 2016年10月4日   | 38   | 29       |
| 3    | 閃瓦魯月 1438        | 2016年11月11日  | 46   | 38       |
| 4    | 赖比尔·敖外鲁月 1438 | 2016年12月7日   | 40   | 26       |
| 5    | 赖比尔·阿色尼月 1438 | 2017年1月6日    | 44   | 31       |
| 6    | 主马达·敖外鲁月 1438 | 2017年2月4日    | 44   | 29       |
| 7    | 主马达·阿色尼月 1438 | 2017年3月7日    | 38   | 31       |
| 8    | 赖哲卜月 1438        | 2017年4月4日    | 48   | 28       |
| 9    | 舍爾邦月 1438        | 2017年5月4日    | 58   | 43       |
| 10   | 齋戒月 1438          | 2017年6月17日   | 46   | 31       |
| 11   | 閃瓦魯月 1438        | 2017年7月13日   | 60   | 26       |
| 12   | 都尔喀尔德月 1438    | 2017年8月6日    | 46   | 26       |
| 13   | 都爾黑哲月 1438      | 2017年9月9日    | 44   | 34       |